# Gerhard Röckle
Gerhard Röckle (* 21. September 1933 in Leonberg; † 17. Oktober 2022 in Stuttgart) war ein deutscher lutherischer Theologe, Pfarrer und von 1987 bis 1998 Prälat in Stuttgart.

## Leben und Wirken
Gerhard Matthäus Röckle wuchs in einer Missionarsfamilie auf. Er studierte Evangelische Theologie in Tübingen und Bonn. Sein Vikariat absolvierte er in Klosterreichenbach und in der Leonhardskirche (Stuttgart). Danach war er acht Jahre Gemeindepfarrer der Stuttgarter Johanneskirche am Feuersee. Von 1971 bis 1981 leitete er das Amt für missionarische Dienste der Evangelischen Landeskirche in Württemberg. Er wurde auch Generalsekretär der bundesweiten Arbeitsgemeinschaft Missionarische Dienste (AMD). Von 1981 bis 1987 war er Direktor der Theologischen Hauptabteilung des Diakonischen Werkes der Evangelischen Kirche in Deutschland. Von 1987 bis zu seinem Ruhestand 1998 amtierte er als Prälat in Stuttgart. 1989 wurde er theologischer Stellvertreter des württembergischen Landesbischofs Theo Sorg.
1977 dichtete er den weit bekannt gewordenen Kanon für 3 Stimmen Vater unser im Himmel (EG/NB 562). Er zählte von 1990 bis 1997 zum Rat des Lutherischen Weltbundes (LWB) und war von 1999 bis 2012 Vorsitzender des Stiftungsrats der Evangelischen Diakonissenanstalt Stuttgart. Er engagierte sich als Vorsitzender des Rats der Stiftung Großheppacher Schwesternschaft, besonders für die Reform der Erzieherausbildung an der dortigen Fachschule für Sozialpädagogik oder die Erarbeitung eines Leitbilds für die Schwesternschaft. Zudem war er Mitglied im Beirat und im Verwaltungsrat der Württembergischen Bibelgesellschaft.
Gerhard Röckle war mit seiner Ehefrau Susanne verheiratet und hatte mit ihr vier Kinder.

## Auszeichnungen
2014: Bundesverdienstkreuz am Bande für sein Lebenswerk.

## Veröffentlichungen
- Es frommt nicht alles – wenn’s ums Leben geht. Bio- und Gentechnologie. Diakonisches Werk der EKD, Stuttgart 1988.

als Hrsg.
- Glauben heute. Praxismodelle und Predigten. Neukirchener-Verlag, Neukirchen-Vluyn 1988, ISBN 978-3-7958-8941-8.
- Diakonische Kirche. Sendung – Dienst – Leitung; Versuche einer theologischen Orientierung. Neukirchener-Verlag, Neukirchen-Vluyn 1990, ISBN 978-3-7887-1325-6.